# Equipe internacional (Jogos Olímpicos da Juventude)
Uma das características únicas dos Jogos Olímpicos da Juventude é a participação de equipes (equipas) internacionais, com representantes de diferentes nações, para atingir o objectivo de interacção e educação multi-cultural dos Jogos. O Comitê Olímpico Internacional considera os resultados obtidos por essas equipes mistas, utilizando-se do código MIX. Ao todo as equipes combinadas conquistaram 36 medalhas entre os Jogos de Verão de 2010 em Singapura e os Jogos de Inverno de 2012, em Innsbruck.

## Medalhas por equipes internacionaias
| Ordem | País | Medalha de ouro | Medalha de prata | Medalha de bronze |   |
| ----- | --- | --------------- | ---------------- | ----------------- | - |
| 1     | GER Alemanha · SUI Suíça | 1               | 0                | 0                 | 1 |
| 1     | BLR Bielorrússia · ITA Itália | 1               | 0                | 0                 | 1 |
| 1     | ITA Itália · RUS Rússia | 1               | 0                | 0                 | 1 |
| 1     | BAH Bahamas · USA Estados Unidos                                                                                                  | 1               | 0                | 0                 | 1 |
| 1     | RUS Rússia · UKR Ucrânia | 1               | 0                | 0                 | 1 |
| 1     | CHN China · CZE Chéquia | 1               | 0                | 0                 | 1 |
| 1     | GBR Grã-Bretanha · CZE Chéquia | 1               | 0                | 0                 | 1 |
| 1     | BLR Bielorrússia · USA Estados Unidos · JPN Japão                                                                                 | 1               | 0                | 0                 | 1 |
| 1     | CHN China · KOR Coreia do Sul · GBR Grã-Bretanha                                                                                  | 1               | 0                | 0                 | 1 |
| 1     | AUT Áustria · HUN Hungria · ISR Israel · POR Portugal                                                                             | 1               | 0                | 0                 | 1 |
| 1     | BRA Brasil · USA Estados Unidos · JAM Jamaica · DOM República Dominicana                                                          | 1               | 0                | 0                 | 1 |
| 1     | KAZ Cazaquistão · COD República Democrática do Congo · CUB Cuba · SLO Eslovênia · ESP Espanha · JPN Japão · PER Peru              | 1               | 0                | 0                 | 1 |
| 1     | BEL Bélgica · BEL Bélgica · GBR Grã-Bretanha · ITA Itália · POL Polônia · SUI Suíça                                               | 1               | 0                | 0                 | 1 |
| 14    | RSA África do Sul · NGR Nigéria                                                                                                   | 0               | 1                | 0                 | 1 |
| 14    | AUS Austrália · NZL Nova Zelândia                                                                                                 | 0               | 1                | 0                 | 1 |
| 14    | CHN China · KOR Coreia do Sul | 0               | 1                | 0                 | 1 |
| 14    | KOR Coreia do Sul · NOR Noruega                                                                                                   | 0               | 1                | 0                 | 1 |
| 14    | SLO Eslovênia · GRE Grécia | 0               | 1                | 0                 | 1 |
| 14    | CHN China · GBR Grã-Bretanha · UKR Ucrânia                                                                                        | 0               | 1                | 0                 | 1 |
| 14    | FIN Finlândia · RUS Rússia · UKR Ucrânia                                                                                          | 0               | 1                | 0                 | 1 |
| 14    | GBR Grã-Bretanha · ITA Itália · POL Polônia · RUS Rússia                                                                          | 0               | 1                | 0                 | 1 |
| 14    | GER Alemanha · POL Polônia · RUS Rússia · TUR Turquia                                                                             | 0               | 1                | 0                 | 1 |
| 14    | GER Alemanha · BEL Bélgica · MLT Malta · MGL Mongólia · NZL Nova Zelândia · RUS Rússia · SEN Senegal · TKM Turcomenistão          | 0               | 1                | 0                 | 1 |
| 24    | BEL Bélgica · HUN Hungria | 0               | 0                | 1                 | 1 |
| 24    | CAN Canadá · USA Estados Unidos                                                                                                   | 0               | 0                | 1                 | 1 |
| 24    | CHN China · TUN Tunísia | 0               | 0                | 1                 | 1 |
| 24    | USA Estados Unidos · RUS Rússia                                                                                                   | 0               | 0                | 1                 | 1 |
| 24    | LTU Lituânia · RUS Rússia | 0               | 0                | 1                 | 1 |
| 24    | SIN Singapura · TUR Turquia | 0               | 0                | 1                 | 1 |
| 24    | ARG Argentina · USA Estados Unidos · MEX México                                                                                   | 0               | 0                | 1                 | 1 |
| 24    | AUS Austrália · FIJ Fiji · PNG Papua-Nova Guiné                                                                                   | 0               | 0                | 1                 | 1 |
| 24    | KAZ Cazaquistão · KOR Coreia do Sul · FRA França                                                                                  | 0               | 0                | 1                 | 1 |
| 24    | GER Alemanha · GBR Grã-Bretanha · ITA Itália · ROU Romênia                                                                        | 0               | 0                | 1                 | 1 |
| 24    | AUT Áustria · KOR Coreia do Sul · FRA França · RUS Rússia                                                                         | 0               | 0                | 1                 | 1 |
| 24    | AND Andorra · KOR Coreia do Sul · HON Honduras · ISR Israel · ITA Itália · MRI Maurício · TUR Turquia · UKR Ucrânia               | 0               | 0                | 1                 | 1 |
| 24    | AUT Áustria · BIH Bósnia e Herzegovina · CRC Costa Rica · CRO Croácia · IND Índia · ROU Romênia · VEN Venezuela · UZB Uzbequistão | 0               | 0                | 1                 | 1 |

## Medalhas por esporte
| Modalidade | Modalidade                             | Ouro | Prata | Bronze | Total |
|            | Atletismo                              | 2    | 2     | 2      | 6     |
|            | Curling                                | 1    | 1     | 1      | 3     |
|            | Esgrima                                | 1    | 1     | 1      | 3     |
|            | Hipismo                                | 1    | 1     | 1      | 3     |
|            | Judo                                   | 1    | 1     | 1      | 3     |
|            | Patinação artística                    | 1    | 1     | 1      | 3     |
|            | Patinação de velocidade em pista curta | 1    | 1     | 1      | 3     |
|            | Pentatlo moderno                       | 1    | 1     | 1      | 3     |
|            | Tênis                                  | 1    | 0     | 1      | 2     |
|            | Tênis de mesa                          | 0    | 0     | 1      | 1     |
|            | Tiro com arco                          | 1    | 1     | 1      | 3     |
|            | Triatlo                                | 1    | 1     | 1      | 3     |